# 哈拉尔德·埃里克松
哈拉尔德·埃里克松（瑞典語：Harald Eriksson，1921年9月22日—2015年5月20日），瑞典男子越野滑雪运动员。他曾代表瑞典参加1948年冬季奥林匹克运动会越野滑雪比赛，获得一枚银牌。